# Design for Six Sigma
Design for Six Sigma (DfSS) ist eine Methode des Qualitätsmanagements für robuste, also möglichst fehlerarme Produkte und Prozesse.
DfSS wird eingesetzt für die Ausgestaltung oder Wiedergestaltung eines Produktes, Prozesses oder einer Dienstleistung. Das zu erwartende Prozess-Sigma-Level für ein DfSS-Produkt oder einen entsprechenden Prozess bzw. eine Dienstleistung sollte mindestens 4,5 sigma (entsprechend etwa 1 Promille = 1 Fehler pro 1000 Möglichkeiten) betragen, kann aber auch 6 sigma (3,4 Fehler pro Million Möglichkeiten) oder bei Bedarf noch höher sein.
Ein Produkt oder Dienstleistung mit einer solch niedrigen Fehlerhäufigkeit setzt voraus, dass die für den Kunden entscheidenden Erwartungen und Bedürfnisse (englisch critical to quality, abgekürzt CTQ), gänzlich verstanden werden müssen, bevor ein Produkt oder eine Dienstleistung vervollständigt und eingeführt werden kann.

## Kernprozesse in DfSS
Im Gegensatz zum Six-Sigma-Kernprozess DMAIC sind die Phasen oder Schritte für DfSS-Kernprozesse nicht universell anerkannt oder definiert, da fast jedes Unternehmen oder Trainingorganisation DfSS unterschiedlich definiert. Das liegt unter anderem daran, dass oftmals eine Unternehmung DfSS einführt, um ihr Geschäft, Industrie und Kultur anzupassen. Manchmal wird eine Version DfSS von einer Beratungsfirma, zur Unterstützung im Personaleinsatz, eingeführt.

### DMADV
Eine beliebte DfSS-Methode ist das DMADV. Die fünf Phasen des DMADV sind ähnlich wie bei DMAIC wie folgt definiert:
- Definieren der Projektziele und Kundenwünsche (intern und extern),
- Messen und Festlegen von Kundenbedürfnissen und Spezifikationen,
- Analysieren der Prozessmöglichkeiten, um Kundenbedürfnisse zu erreichen,
- Design (detailliert) den Prozess, um Kundenbedürfnisse zu erreichen,
- Verifizieren: Sicherstellen der Designleistung und Möglichkeit, die Kundenbedürfnisse zu erreichen.

### DMADOV
Eine Variante der DMADV Methodik ist DMADOV: Definieren, Messen, Analysieren, Design, Optimieren und Prüfen (englisch verify).
Es gibt einige andere „Arten“ von DfSS: DCCDI, IDOV und DMEDI.
DCCDI ist durch Geoff Tennant bekannt geworden und ist definiert als Definieren, Kundenkonzept (englisch customer concept), Design, Einführung (englisch implement). Es gibt viele Ähnlichkeiten zwischen diesen Phasen und denen des DMADV.
- Definieren der Projektziele
- Customer Kundenanalyse ist durchgeführt,
- Concept Konzeptideen sind entwickelt, überprüft und ausgewählt,
- Design ist ausgeführt, um den Kunden- und Geschäftsspezifikationen zu entsprechen,
- Implement Einführung ist umgesetzt, um das Produkt/Service zu entwickeln und zu kommerzialisieren.

### IDOV
IDOV ist eine bekannte Designmethode speziell im Herstellungsbereich. Die Abkürzung IDOV leitet sich aus
Identify (Ermitteln), Design, Optimieren und Validate (Bestätigen)
ab.
- Identify Ermitteln der Kundenwünsche und Spezifikationen (englisch critical to quality, abgekürzt CTQ),
- Design übersetzt die Kundenbedürfnisse in funktionelle Bedürfnisse und in alternative Lösungen. Ein Auswahlprozess selektiert die Liste der Lösungen bis zur „besten“ Lösung,
- Optimieren benützt Statistiktools und Modelle, um die Leistung vorauszusagen oder zu berechnen und das Designs oder die Leistung zu optimieren,
- Validate Bestätigen heißt sicherzustellen, dass das Design, welches entwickelt wird, die Kunden-CTQs erreicht.

### ICRA
Da die Kosten der DMAIC-Methode hoch sind, können kleinere Unternehmen meistens nicht von Six Sigma profitieren. Dieses Problem sucht die ICRA-Methode Generation III zu umgehen.
Der Hauptgedanke von ICRA besteht in der Entwicklung innovativer Ideen.
ICRA (Innovate, Configure, Realize, Attenuate) hilft, offene Fragen aller Art durchzudenken.
- Innovate Neuerungen für Wachstum treffen – indem man Wertbedürfnisse erkennt und Änderungsmöglichkeiten definiert
- Configure Ziele gestalten – indem man den aktuellen Zustand misst und mitwirkende Einflüsse auf diesen Zustand analysiert
- Realize Steigerung realisieren – indem man festgelegte Aktionen und zu kontrollierende Eingangsgrößen verbessert
- Attenuate Lücken schmälern – indem man Erfolgsfaktoren standardisiert und das daraus Erlernte integriert

Während ICRA innovative Ideen erzeugen soll, ist DMAIC für die robuste Durchführung der innovativen Ideen besser geeignet.

## Werkzeuge in DfSS
Im DfSS kommen ähnlich wie beim DMAIC-Projekt von Six Sigma verschiedenste Werkzeuge zum Einsatz. Dazu zählen unter anderem Toleranzanalyse, Toleranzdesign, House of Quality und Quality Function Deployment. Weiterhin kommen bei DfSS spezielle Designwerkzeuge, CAD Tools und Simulationen wie die Monte-Carlo-Simulation in Verbindung mit statistischen wie auch nicht statistischen Berechnungsmethoden zum Einsatz. Eine mögliche Berechnungsmethode nicht statistischer Natur die beispielsweise (neben der statischen Analyse) bei statischen Problemen eingesetzt werden kann wäre die Finite-Elemente-Methode.